# Александру IV Илияш
Александър Илияш (на молдовски: Александру Ильяш) е на два пъти господар на Молдова и на Влахия. Внук на Александър III Лепушняну.

## Биография
През 1617 г. участва като влашки господар във военна кампания срещу Жечпосполита. През септември сключва съюзнически договор с трансилванския владетел Габриел Батори. През май 1618 г. османският султан утвърждава за влашки господар на негово място – Гаврил II Могила.
От септември 1620 г. е молдовски господар, след като болярите убиват Гаспар Грациани. През следващата 1621 г. се включва в неудачната кампания на османския султан Осман II срещу Речи Посполита, в резултат от която османската армия губи битката при Хотин (1621). През октомври 1621 г. Александър Илияш е отстранен от османците, като молдовски господар, и на негово място е поставен Стефан IX Томша. През 1627 – 1629 г. е за втори път влашки господар. Сменен от Леон I Томша.
През декември 1631 г. е за втори път молдовски господар – за две години. Обещава да плаща годишен харадж от 40 хил. жълтици. Молдовските боляри го принуждават да се кълне във вярност, което е прецедент. До това време винаги болярите дават клетва за вярност към господаря си.
През април 1633 г. молдовските боляри го свалят, като господар, и на негово място поставят Мирон Могила. 